# Rebreuve-Ranchicourt
Rebreuve-Ranchicourt è un comune francese di 1 119 abitanti situato nel dipartimento del Passo di Calais nella regione dell'Alta Francia.

## Società

### Evoluzione demografica
Abitanti censiti